# Pallanne
Pallanne – miejscowość i gmina we Francji, w regionie Oksytania, w departamencie Gers.
Według danych na rok 1990 gminę zamieszkiwało 49 osób, a gęstość zaludnienia wynosiła 9 osób/km² (wśród 3020 gmin regionu Midi-Pireneje Pallanne plasuje się na 1014. miejscu pod względem liczby ludności, natomiast pod względem powierzchni na miejscu 1454.).